# Rolf Berg
Rolf Berg (* 21. Oktober 1957 in Düsseldorf) ist ein deutscher Film- und Theaterschauspieler, Regisseur sowie Hörbuchsprecher und Synchronsprecher.

## Leben und Werk

### Theater und Film
Rolf Berg wurde 1957 in Düsseldorf geboren. Von 1977 bis 1980 absolvierte er seine Schauspielausbildung an der Schauspielschule der Keller in Köln. Seit 1977 betätigt er sich als Schauspieler. Nachdem er zehn Jahre lang in festen Theaterengagements aktiv gewesen war, folgten freie Arbeiten als Regisseur und Schauspieler. Von 1996 bis 2006 leitete er gemeinsam mit Jochen Schroeder die Comödien in Bochum, Duisburg und Wuppertal. 1989 kam er durch Zufall zur Synchronisation; seitdem spricht er in Fernsehen, Radio und Werbung.
Seinen Durchbruch hatte er 1982 in Doris Dörries Filmdrama Dazwischen. Anschließend spielte Berg in verschiedenen Fernsehserien mit und hatte neben vielen Nebenrollen auch einige Haupt- und wiederkehrende Rollen. Von 1998 bis zum Ende der Serie 2011 spielte er den Josef Krings in der WDR-Produktion Die Anrheiner, von 2012 bis 2015 war er als Peter Jacob in der Seifenoper Verbotene Liebe zu sehen. Seit 2016 spielt er den Jörg Kuntze in Alles was zählt. Auch in Filmen war er zu sehen. So 2014 neben Benno Fürmann im Spielfilm Die Einsamkeit des Killers vor dem Schuss und 2015 in Die Füchsin: Dunkle Fährte. Seit 2015 spielt er den Rudi in der mehrfach ausgezeichneten VOX-Serie Club der roten Bänder.
Daneben ist Berg auch Kampfkunstlehrer für den chinesischen Kung-Fu-Stil Wing Chun und choreographiert Fecht- und andere Kampfszenen für Fernseh- und Theaterproduktionen.

### Synchronisation
1989 kam Berg durch Zufall zur Synchronisation und spricht seitdem in Fernsehen, Radio, Werbung, Hörbüchern und Videospielen. Er spricht seit 2000 in der Videospiel-Reihe X, u. a. in X: Beyond the Frontier und X-Tension, sowie 2002 in Enclave. Im Animebereich ist Berg in den Anime Dragonball (Anime) (als Tao Bai Bai), Fullmetal Alchemist (als Ricks Opa), Fullmetal Alchemist: Brotherhood (als Dr. Knox), Food Wars! Shokugeki no Soma (als Sanzaemon Nakiri), in Hunter x Hunter (als Johness), in Bleach (als Abuelo Oscar Joaquin de la Rosa) und Bakuman (als Masahiro Mashiro) zu hören.

### Hörbücher und -spiele (Auswahl)
Außerdem lieh er seine Stimme verschiedenen Hörspielproduktionen und Hörbüchern wie Wölfe, Robokalypse und In den Augen der anderen (Lübbe Audio, unter anderem mit Philipp Schepmann & Nicolás Artajo); letzteres erhielt 2011 den LovelyBooks Leserpreis in der Sparte Hörbücher.
2019 und 2021 las er die Biografien von MontanaBlack als Hörbuch ein. 2020 erschienen die von Berg gelesenen Hörbücher Totenland (von Michael Jensen) und Manhattan Fire (von Robert Pobi) bei Audible.
Seit 2012 gehört er zum Schauspieler-Ensemble des Hörspiel-Labels Titania Medien und wirkte in Produktionen der Reihen Gruselkabinett, Sherlock Holmes und Grimms Märchen mit. Seit 2019 spricht er zudem in der Hörspielreihe Gruselkabinett die titelgebende Hauptrolle in den Folgen (bisher 149, 155 und 167), die von den Erlebnissen des Parapsychologen Flaxman Low handeln.
2021 las Berg das Thriller-Hörbuch DAS LABOR ein (Argon Verlag, ISBN 978-3-7324-5756-4).

### Privates
Rolf Berg ist verheiratet und hat drei Kinder.

## Filmografie (Auswahl)
- 1992–2004: Familie Heinz Becker (Fernsehserie, vier Folgen)
- 1993: Der Wunderapostel (Stimme)
- 1994: Stadtklinik (Fernsehserie, eine Folge)
- 1997: Lindenstraße (Fernsehserie, eine Folge)
- 1997–2010: Tatort: Bombenstimmung
- 1998–2008: Die Anrheiner (Fernsehserie)
- 2002: Der Tod ist kein Beinbruch (Fernsehserie, eine Folge)
- 2007: Beautiful Bitch
- 2007: Das Gelübde
- 2007: Tarragona – Ein Paradies in Flammen
- 2007: Lutter: Essen is’ fertig (Fernsehreihe)
- 2010: Zeche is nich – Sieben Blicke auf das Ruhrgebiet 2010
- 2010: Tatort: Klassentreffen
- 2011, 2020, 2023: SOKO Köln (Fernsehserie, drei Folgen)
- 2011: Eine Insel namens Udo
- 2012: Kommissar Stolberg (Fernsehserie, eine Folge)
- 2012: Marie Brand und die falsche Frau
- 2012–2015: Verbotene Liebe (Fernsehserie, 16 Folgen)
- 2013: Alles Klara (Fernsehserie, eine Folge)
- 2013: Die LottoKönige (Fernsehserie, eine Folge)
- 2013: Ein Fall für zwei (Fernsehserie, eine Folge)
- 2013: Mord in Eberswalde
- 2015: Die Füchsin – Dunkle Fährte
- 2016: Alles was zählt (Fernsehserie, sechs Folgen)
- 2015–2016: Club der roten Bänder (Fernsehserie)
- 2016: Rentnercops (Fernsehserie, eine Folge)
- 2017: Einstein (Fernsehserie, eine Folge)
- 2019: Billy Kuckuck – Eine gute Mutter
- 2019: Die Füchsin – Im goldenen Käfig
- 2019: Die Füchsin – Schön und tot
- 2020: Billy Kuckuck – Aber bitte mit Sahne!
- 2020: Binge Reloaded
- 2021: Die Füchsin: Treibjagd
- 2021: Goldjungs
- 2021: Väter allein zu Haus: Timo (Fernseh-Minireihe, Film 3)
- seit 2022: Ich dich auch! (Fernsehserie, sechs Folgen)
- 2023: Bettys Diagnose (Fernsehserie, eine Folge)
- 2025: Eine mit Herz – Familiengeheimnisse